# Peter Taylor (canottiere)
Peter Taylor (Lower Hutt, 3 gennaio 1984) è un canottiere neozelandese.

## Palmarès

### Olimpiadi
- 1 medaglia:
  - 1 bronzo (Londra 2012 nel doppio pesi leggeri)

### Mondiali
- 5 medaglie:
  - 1 oro (Poznań 2009 nel doppio pesi leggeri)
  - 3 argenti (Bled 2011 nel doppio pesi leggeri; Chungju 2013 nel LM4-; Amsterdam 2014 nel LM4-)
  - 1 bronzo (Karapiro 2010 nel doppio pesi leggeri)